# Prunay-le-Temple
Prunay-le-Temple är en kommun i departementet Yvelines i regionen Île-de-France i norra Frankrike. Kommunen ligger i kantonen Houdan som tillhör arrondissementet Mantes-la-Jolie. År 2022 hade Prunay-le-Temple 410 invånare.

## Befolkningsutveckling
Antalet invånare i kommunen Prunay-le-Temple
| Referens: INSEE |